# Reptiliomorpha
I rettiliomorfi (Reptiliomorpha) sono un clade di teleostomi tetrapodomorfi che comprende tutti i tetrapodi esclusi gli anfibi, che sono caratterizzati da caratteri che si svincolano dall'ambiente acquatico per adattarsi all'ambiente terrestre. Questo clade include tutti gli amnioti, e quindi i sauropsidi ed i sinapasidi. Dal punto di vista della filogenetica di questo gruppo fanno parte quindi i rettili, gli uccelli, i mammiferi, per cui anche  
l'uomo.

## Definizione
Il nome Reptiliomorpha fu coniato da Gunnar Säve-Söderbergh per designare vari gruppi di anfibi labirintodonti del tardo Paleozoico. Il termine, che significa "simili a rettili", fu in breve tempo accantonato in favore di Anthracosauria, coniato da Alfred Sherwood Romer e rimasto in vigore fino ad anni recenti.
Nel 1956, in ogni caso, Friedrich von Huene incluse nel superordine dei rettiliomorfi vari rettili anapsidi e anfibi. Nel gruppo vennero inclusi così i seguenti ordini: 1. Anthracosauria, 2. Seymouriamorpha, 3. Microsauria, 4. Diadectomorpha, 5. Procolophonia, 6. Pareiasauria, 7. Captorhinidia, 8. Testudinata.
Nel 1997 il superordine fu adattato in senso cladistico e conseguentemente reso gruppo gemello dei Batrachomorpha. Più recentemente, il superordine è stato riadattato; è da notare il fatto che al suo interno siano compresi rettili e mammiferi ma non gli anfibi veri e propri.

## Evoluzione
Durante il Carbonifero ed il Permiano, i rettiliomorfi andarono incontro ad un'evoluzione esplosiva che portò ad un estremo ad animali come Archeria o Eogyrinus, con piccole zampe e corpo serpentiforme, all'altro animali come Seymouria, Limnoscelis o Diadectes, che somigliavano talmente a dei rettili da essere stati per molto tempo inclusi fra i sauropsidi.
Sempre nel Carbonifero comparvero i primi amnioti, ed alla fine di questo comparvero i veri rettili, con uova ricoperte di un guscio mineralizzato.
Di tutti i rettiliomorfi non rettili, a metà del Permiano le forme terrestri si erano tutte estinte, mentre le forme acquatiche prosperarono fino alla fine di questo periodo, ed anzi, i croniosuchidi sopravvissero all'estinzione di massa del Permiano, estinguendosi solo all'inizio del Triassico. 
Dal Triassico in poi gli unici rettiliomorfi furono i rettili (gli amnioti con uova con guscio mineralizzato), già divisi in sauropsidi, anapsidi e sinapsidi, tutti a loro volta già molto diversificati.

## Tassonomia
La prima classificazione di questi animali fu fatta da Laurin & Reisz nel 1997:
Superclasse Tetrapoda
- Superordine Reptiliomorpha
  - Westlothiana
  - Solenodonsaurus
  - Famiglia Caerorhachidae
  - Famiglia Tokosauridae
  - Ordine Chroniosuchia
    - Famiglia Chroniosuchidae

  - Ordine Embolomeri
    - Silvanerpeton
    - Eldeceeon
    - Famiglia Eoherpetontidae
    - Famiglia Anthracosauridae
    - Famiglia Proterogyrinidae
    - Famiglia Eogyrinidae
    - Famiglia Archeriidae

  - Ordine Seymouriamorpha
    - Famiglia Kotlassiidae
    - Famiglia Discosauriscidae
    - Famiglia Seymouriidae

  - Ordine Diadectomorpha
    - Famiglia Limnoscelidae
    - Famiglia Tseajaiidae
    - Famiglia Diadectidae
      - Diadectes
      - Orobates
      - Stephanospondylus

  - Amniota